# Odone Belluzzi
Odone Belluzzi (Bologna, 1º febbraio 1892 – Bologna, 24 agosto 1956) è stato un ingegnere italiano. Ha portato contributi fondamentali allo sviluppo e all'insegnamento della scienza delle costruzioni nel XX secolo.

## Biografia
La madre, rimasta prematuramente vedova, deve affrontare difficoltà economiche le quali si ripercuotono sulla serenità dell'infanzia del piccolo. Tale stato di indigenza familiare costringe Odone ad abbandonare precocemente la scuola per procurarsi un reddito indispensabile, e inizia così a lavorare. Tuttavia, l'interesse spontaneo per la lettura e la passione profonda per lo studio, entrambi stimolati dalla conoscenza che gli viene profferta dai libri di una biblioteca popolare, lo inducono a desistere dalla rinuncia alla cultura. Intraprende così l'arduo itinerario dello studente-lavoratore, applicandosi al mestiere durante il giorno e, nelle ore notturne, dedicandosi al proprio ammaestramento. I risultati non tardano ad arrivare, e in breve tempo Odone riguadagna gli anni perduti di istruzione elementare. Successivamente frequenta i corsi liberi all'Università Popolare e in soli tre anni di abnegazione allo studio, presentandosi in qualità di privatista, affronta e supera l'esame di maturità dell'Istituto Tecnico Industriale Aldini-Valeriani, ottenendone il diploma. La manifestazione della sua preparazione e risolutezza gli vale l'assunzione, da parte del medesimo istituto, nella posizione di insegnante tecnico-pratico di Fisica ed Elettrotecnica.
Nonostante gli obiettivi raggiunti, il traguardo culturale a cui aspira è la laurea in Ingegneria. Così, contemporaneamente al pubblico e privato insegnamento, si iscrive alla Scuola di Applicazione degli Ingegneri, sita in Piazza dei Celestini. Al termine del biennio, in concomitanza con lo scoppio della Grande Guerra, viene chiamato alle armi in qualità di ufficiale di artiglieria, venendo obbligato a procrastinare il corso universitario. Alla cessazione del conflitto bellico, Odone riprende senza sosta gli studi e conquista il diploma di laurea nel 1921 sotto l'egida del prof. Giuseppe Albenga, che all'epoca esercita la docenza di Meccanica Applicata alle Costruzioni. Il novello titolo di ingegnere non dissuade Odone dall'insegnamento pubblico e privato, ciò nondimeno, pungolato dal prof. Albenga, pubblica alcuni lavori grazie ai quali gli viene conferita la libera docenza nel 1927. All'esame gli viene proposto un'alternativa di tre temi attinenti alla lezione orale; Odone sceglie quello che concerne la "geometria delle masse", in quanto, nei suoi insegnamenti privati lo ha già illustrato oltre cinquecento volte.
Nel 1928 il prof. Albenga è chiamato a ricoprire la cattedra di Costruzione di Ponti presso il Politecnico di Torino, e in questo frangente propone Odone come suo sostituto all'insegnamento della Scienza delle Costruzioni, ma sotto l'avvertimento preventivo che dopo un triennio verrà aperto un concorso nazionale per la copertura ufficiale della cattedra. 
Odone consacra a questa nuova responsabilità ed allo studio tutto il suo tempo. 
Tre ragguardevoli accadimenti segnano il 1931 di Odone: vince il concorso per la cattedra di Scienza delle Costruzioni alla Scuola d'Applicazione per gli Ingegneri di Bologna, e viene premiato sia dalla prestigiosa Fondazione Alessandro Volta dell'Accademia d'Italia che dalla non meno autorevole Fondazione Valluari. 
Nel 1934 ottiene la promozione all'insegnamento ordinario universitario che viene interpretato da lui, secondo la sua ottica esistenziale, come punto di partenza piuttosto che come punto d'arrivo; e per dare adito alla sua natura esplorativa, parallelamente all'impegno appassionato per la docenza, si accinge a redigere il suo celebre trattato, dato alle stampe nel 1941, e al compimento del quale attende con un grandissimo affetto.
Odone Belluzzi ha goduto ancora in vita della propria celebrità, proprio nel periodo durante il quale le Facoltà di Ingegneria ed in particolare gli Istituti di Scienza delle Costruzioni, si incorporavano in una sorta di "signorie" che, similmente a quelle rinascimentali, competevano duramente tra loro senza però riuscire ad adombrare il fulgore di quella Bolognese.
Nell'estate del 1954 Odone vola in Brasile per un tour di corsi e conferenze. Una grave caduta simultanea alla differenza climatica e di abitudini indeboliscono la sua salute. Tornato a Bologna è sottoposto ad intervento chirurgico, a cui segue una breve ripresa. Sebbene amante delle passeggiate sui colli di Bologna, il desiderio di uscire di casa è sempre meno sentito a causa dell'aggravamento lento ma inesorabile della sua condizione. 
Pur se irreparabilmente debilitato nel fisico, Odone Belluzzi, soprattutto per non deludere i "suoi" allievi, pretende di tenere regolari lezioni nelle aule universitarie.
Nel maggio del 1956, durante la sua ultima lezione, intuendo il dramma personale che lo stava allontanando dall'esistenza, gli studenti gremiscono l'aula magna fino a costiparla, tributandogli un interminabile applauso in segno di saluto e di profonda e affettuosa gratitudine. È con mente lucidissima che, la sera del 24 agosto 1956, Odone Belluzzi, si spegne.

## Ricerca ed insegnamento
Odone Belluzzi ha insegnato "Scienza delle costruzioni" dal 1931 al 1956 caratterizzando l'attività didattica e scientifica di una fra le più attive Facoltà di ingegneria italiane.
Nelle sue lezioni e nei suoi scritti emerge immediatamente la sua straordinaria capacità di cogliere l'essenza dei problemi, senza orpelli ed ostentazioni di sorta, giungendo alla conclusione del ragionamento tramite il sentiero più semplice ed efficace, aborrendo qualsiasi ambiguità e forma di ermetismo. Era il suo modo di educare le giovani leve, conducendo gradualmente gli allievi allo sviluppo dell'intuizione euristica e della visione ingegneristica volte alla soluzione concreta dei problemi strutturali.
In contrasto con l'attuale preponderanza dell'impiego sistematico degli automatismi di calcolo - il quale sta spostando l'accezione di mezzo strumentale ad oggetto di studio - l'approccio di tipo euristico di Odone Belluzzi all'ingegneria strutturale è di imprescindibile rilevanza per la formazione dell'ingegnere moderno onde ridurre la significatività di questa figura professionale sul piano dell'utilità sociale.

## Trattato di scienza delle costruzioni
Il trattato sistematico di Scienza delle Costruzioni di Odone Belluzzi, suddiviso originariamente in tre tomi a cui se ne aggiunge un quarto, è un testo basilare di riferimento per l'insegnamento della Scienza delle Costruzioni nelle facoltà di Architettura ed Ingegneria delle università italiane.
La "Scienza delle Costruzioni" di Odone Belluzzi è un'opera straordinaria che ha richiesto tanti anni di vita, nella quale ogni parola è calibrata e soppesata con accurata precisione e passione. È un risultato dal quale traspare la grandezza dell'autore nel trasmettere magistralmente le concezioni più complesse ed elevate partendo da quelle più semplici, crescendo gradualmente, dosando volta per volta le nuove difficoltà, delucidando ed integrando il testo con note e commenti, esemplificando i problemi con una considerevole quantità di esercizi svolti per intero e spesso con procedimenti differenti allo scopo di mostrare per ognuno di essi gli aspetti ed i vantaggi salienti.
Incoraggiando e stimolando l'allievo all'approfondimento di una materia apparentemente difficoltosa se non addirittura ostica, il trattato fa breccia nella mente di chi lo legge inducendolo spontaneamente all'intuizione ed all'interpretazione fisica del fenomeno da esaminare e comprendere.
Il trattato affronta tutti gli aspetti della materia partendo dai suoi fondamenti, che si collegano alla Statica e alla Meccanica razionale.
Nel 1º volume (1940-41) viene sviluppata la teoria delle sollecitazioni nella trave elastica, dimostrando le relative formule e teoremi nel modo più semplice e lineare. Questo approccio permette poi di sviluppare organicamente il calcolo delle travi lineari, delle travi continue e telai, delle strutture reticolari e delle strutture piane.
Il 2º volume (1943-50) è dedicato alle strutture elastiche ad arco e alle applicazioni pratiche delle strutture in acciaio, in cemento armato e ai problemi di calcolo delle strutture a molte iperstatiche.
Il 3º volume (1961), i cui ultimi due capitoli sono stati completati dal suo allievo Piero Pozzati, è dedicato a problemi di livello superiore quali le strutture a piastre, a lastre, a volte, ed al comportamento dei materiali in campo plastico.
Nel 4º volume (1955) sono sviluppati i problemi di instabilità dell'equilibrio e delle vibrazioni.
Il trattato è stato pubblicato e ristampato dalla Casa Editrice Zanichelli e tradotto in più lingue.
Odone Belluzzi, nel consegnare il dattiloscritto, assicurò che sarebbe rimasto valido, senza modifiche, per mezzo secolo: una profezia che si è rivelata esatta. L'opera si stampa tutt'oggi utilizzando la prima composizione, naturalmente trasformata da piombo in offset.

## Contributi e innovazioni
I principali contributi teorici di Belluzzi sono costituiti dai «suoi studi sulle linee di influenza, sui telai, e sugli archi elastici, ma ancor più [da] quelli sulle volte, sulle cupole e sulle membrane».
Importante è anche l'opera di sistematizzazione di nuove teorie sviluppatesi nel XX secolo come la Dinamica delle strutture, la Plasticità dei materiali, il Calcolo a rottura, e l'Instabilità dell'equilibrio elastico (in casi diversi dall'asta compressa). Su questi aspetti è stata svolta attività originale di ricerca in Francia, Russia, America, ecc. In queste nuove discipline, che si affiancano alla scienza delle costruzioni classica Belluzzi raccoglie i risultati delle principali ricerche teoriche e sperimentali svolte all'estero e in parte anche in Italia e le espone in modo originale sistematico negli ultimi due volumi (3º e 4º) del suo trattato.